# Estació de Zona Franca
Zona Franca és una estació del metro de Barcelona on s'aturen trens de la L10. És ubicada al viaducte del carrer A, entre els carrers 1 i 2 de la Zona Franca, prop de la Ronda del Litoral, i compta amb ascensors i escales mecàniques.
Aquesta estació forma part del tram 2 de la L9/L10 (ZAL | Riu Vell – Zona Universitària).
El viaducte es va començar a aixecar el 2005 però revisions del projecte i problemes financers van allargar la construcció més d'una decada. El 2015 s'enllestí la infraestuctura ferroviària i durant el 2018 i el 2019 es finalitzaren el mobiliari i l'arquitectura de l'estació. Finalment va obrir al públic el primer de febrer de 2020 en perllongar-se la L10 Sud des de Foc fins a l'estació, esdevenint així el nou final de línia.
L'obertura de l'estació suposava la tercera en viaducte al metro de Barcelona des que el 1932 ho fossin les estacions de Bordeta (avui Santa Eulàlia) i el 1926 la de Mercat Nou.

## Serveis ferroviaris
| Metro de Barcelona             |                               |       |        |                        |
| Procedència/Destinació         | <                             | Línia | >      | Procedència/Destinació |
| Zal \| Riu Vell                | Port Comercial \| La Factoria |       | Foc    | Collblanc              |
| Projectat                      |                               |       |        |                        |
| Pratenc                        | Port Comercial \| La Factoria | obres | Motors | Gorg                   |
| Font ampliació: PDI 2009-2018. |                               |       |        |                        |